# Ottenschlag (Gemeinde Zwettl-Niederösterreich)
Ottenschlag ist eine Ortschaft und eine Katastralgemeinde der Stadtgemeinde Zwettl-Niederösterreich im Bezirk Zwettl in Niederösterreich. Die Ortschaft hat 48 Einwohner (Stand 1. Jänner 2024).

## Geschichte
Laut Adressbuch von Österreich waren im Jahr 1938 in Ottenschlag ein Eier- und Butterhändler und zahlreiche Landwirte ansässig.

## Siedlungsentwicklung
Zum Jahreswechsel 1979/1980 befanden sich in der Katastralgemeinde Ottenschlag insgesamt 27 Bauflächen mit 12.861 m² und 25 Gärten auf 8.010 m², 1989/1990 gab es 17 Bauflächen. 1999/2000 war die Zahl der Bauflächen auf 41 angewachsen und 2009/2010 bestanden 28 Gebäude auf 54 Bauflächen.

## Bodennutzung
Die Katastralgemeinde ist landwirtschaftlich geprägt. 157 Hektar wurden zum Jahreswechsel 1979/1980 landwirtschaftlich genutzt und 85 Hektar waren forstwirtschaftlich geführte Waldflächen. 1999/2000 wurde auf 154 Hektar Landwirtschaft betrieben und 88 Hektar waren als forstwirtschaftlich genutzte Flächen ausgewiesen. Ende 2018 waren 152 Hektar als landwirtschaftliche Flächen genutzt und Forstwirtschaft wurde auf 88 Hektar betrieben. Die durchschnittliche Bodenklimazahl von Ottenschlag beträgt 28,1 (Stand 2010).